# 李琬 (唐朝)
李琬（710年代？—755年），原名李嗣玄。唐玄宗李隆基第六子，母为刘华妃。

## 生平
生年不详，从其兄李亨生年推断，当生于711年或之后。开元二年（714年）三月，封为甄王。十二年（724年）三月，改名李滉，封为荣王。十五年（727年），授京兆牧，又遥领陇右节度大使。二十三年（735年），加开府仪同三司，余如故。同年十二月，纳郑氏为荣王妃。二十五年（737年），改名李琬。二十九年（741年），纳薛氏为荣王妃。天宝元年（742年）六月，授单于大都护。十四年（755年）十一月，安禄山在范阳造反，李隆基其月下诏以李琬为征讨元帅，高仙芝为副元帅，令高仙芝征发河、陇兵募屯军陕郡抵御叛军。数日後，李琬薨逝。李琬素有雅称，风格秀整，当时士庶希望李琬对叛军有所成功，忽然殂谢，远近都很失望。赠靖恭太子，葬在见子西原。

## 家庭

### 王妃
- 郑氏，邺县令郑博古第二女，735年十二月成婚。741年之前去世或离异
- 薛氏，新丰县令薛巘长女

### 子女
子女五十八人
- 子（封王者四人）
  - 李俯（李俌），天宝年间封为济阴郡王、太仆卿同正员
  - 李偕，天宝年间封为北平郡王、国子祭酒同正员
  - 李倩，陈留郡王
  - 李像，文安郡王
  - 李傆，卫尉卿
  - 李僓，秘书监
  - 李佩，鸿胪卿
- 女
  - 第八女李婺女，於天寶九載（750年）病逝，年十三。[2]
  - 女儿李氏，又称小宁国公主，唐肃宗时和亲回纥可汗

## 延伸阅读
[在维基数据编辑]
 《舊唐書·卷107》，出自刘昫《舊唐書》
 《新唐書·卷082》，出自《新唐書》